# Штреземан, Кете
Ке́те Штре́земан (нем. Käte Stresemann, урожд. Клеефельд (Kleefeld); 15 июля 1883, Ланквиц, Германская империя — 1970, Нью-Йорк, США) — супруга рейхсканцлера Германии Густава Штреземана.

## Биография
Кете Штреземан — дочь состоятельного берлинского промышленника Адольфа Клеефельда, родилась 15 июля 1883 года. Родители Кете, еврейского происхождения, перешли в протестантизм.
Кете обвенчалась с Густавом Штреземаном, товарищем её брата Курта по учёбе в Лейпциге, 20 октября 1903 года в мемориальной церкви кайзера Вильгельма в Берлине. В то время Штреземан работал управляющим в союзе германских производителей шоколада и проживал в Дрездене. У Штреземанов родились два сына, Вольфганг (1904) и Иоахим (1908). 
Кете Штреземан оказывала супругу достойную поддержку. Когда Густав Штреземан возглавил министерство иностранных дел, их дом на Тауэнцинштрассе в Берлине стал местом встреч дипломатов и элиты общества. Журнал Time писал, что она была «не домохозяйкой, а молодой, элегантной, космополитичной, англоговорящей еврейкой, способной поддерживать общение в светском обществе, как в салоне, так и в ночном клубе».
Еврейское происхождение Кете вызывало нападки правых на Штреземана. Весной 1939 года Кете Штреземан вместе с сыном Вольфгангом покинули Германию и выехали к Иоахиму в США.
Кете Штреземан была награждена почётным знаком Немецкого Красного Креста и орденом Королевского болгарского дома.